# 連城三紀彥
連城三紀彥（れんじょう みきひこ，1948年1月11日—2013年10月19日 ），本名加藤甚吾，日本小說家，真宗大谷派的僧侶。推理與愛情小說雙棲的作家，寫作風格著重文藝性，偶爾也會創作以敘述性詭計爲重心的推理小說，但後期則轉而創作戀愛小說。故事內容多以古典式的男女之情為主，融合細膩耽美的文字和精巧大膽的詭計，因此被歸類為「新耽美派」。 日本推理作家協會認為其名作《花葬》系列「毫無疑問代表了日本推理小說的最高成就」。

## 生平
1948年，連城三紀彥生於愛知縣名古屋市，畢業於愛知縣立旭丘高等學校、早稻田大學政治經濟學部，後因喜歡電影而留學法國，學習電影劇本創作。
回國後以《變調二人羽織》獲得第3回幻影城新人賞，正式開展作家生涯。其後再以《返回川殉情》獲得第34回日本推理作家協會賞，更入圍第83回直木賞。曾五度入圍直木賞，最後以《情書》贏得第91回直木賞，同年並以《宵待草夜情》獲得第5回吉川英治文學獎新人賞，之後轉往戀愛小說領域邁進。
因父親的實家背景屬於「淨土真宗」，所以在1985年東本願寺出家，法號「智順」。1996年一度擅筆，皈依佛門，睽違六年才重新執筆。
2013年10月19日，連城三紀彥因胃癌病逝於名古屋市醫院，享年65歲。。

## 獎項
- 1977年 〈變調二人羽織〉（收錄於同名短篇集）第3回幻影城新人獎（日语：幻影城新人賞）得獎
- 1980年 〈返回川殉情〉（收錄於同名短篇集）第83回直木賞入圍
- 1981年
  - 〈返回川殉情〉（收錄於同名短篇集）第34回日本推理作家協會賞（短編部門）得獎
  - 《返回川殉情》第9回泉鏡花文學獎入圍
  - 《變調二人羽織》第3回吉川英治文學新人獎入圍
- 1982年
  - 〈白花〉、〈死於貝城〉、〈黒髪〉（收錄於短篇集《秘密喪服》）第88回直木賞入圍
  - 《秘密喪服》第4回吉川英治文學新人獎入圍
- 1983年
  - 〈紅唇〉（收錄於《情書》）第89回直木賞入圍
  - 《宵待草夜情》第5回吉川英治文學獎新人獎受賞、第90回直木賞入圍
- 1984年 《情書》第91回直木賞得獎
- 1996年 《隱菊》第9回柴田錬三郎賞得獎
- 2009年 《人造花之蜜》第9回本格推理大獎（小説部門）入圍
- 2014年  第18回日本推理文學大賞特別賞得獎

## 作品一覽

### 長篇
- 暗色喜劇（暗色コメディ，1979年6月 幻影城小說 / 2013年5月 皇冠）
- 敗北的凱旋（敗北への凱旋，1983年11月 講談社小說）
- 以我為名的變奏曲（私という名の変奏曲，1984年8月 雙葉社 / 2012年8月 皇冠）
- 殘紅（残紅，1985年12月 講談社）
- 藍色犧牲（青き犠牲，1986年6月 文藝春秋）
- 墜落之花（花墜ちる，1987年4月 毎日新聞社【上・下】）
- 柏林黃昏（黄昏のベルリン，1988年8月 講談社）
- 紫陽花前線（あじさい前線，1989年1月 中央公論新社）
- 飾火（飾り火，1989年4月 毎日新聞社【上・下】）
- 求生無門（どこまでも殺されて，1990年5月 雙葉社 / 1998年 林白）
- 褐色祭（褐色の祭り，1990年11月 日本經濟新聞出版社）
- 嘆息的時間（ため息の時間，1991年7月 集英社）
- 美神們的叛亂（美の神たちの叛乱，1992年5月 朝日新聞出版）
- 愛情的界限（愛情の限界，1993年3月 光文社）
- 過去的明天（明日という過去に，1993年6月 Media Pal）
- 公牛的柔肉（牡牛の柔らかな肉，1993年12月 文藝春秋）
- 終章之女（終章からの女，1994年4月 雙葉社）
- 花塵（1994年10月 講談社）
- 戀（恋，1995年2月 Magazine House）
- 誰是女英雄（誰かヒロイン，1995年12月 雙葉社）
- 隱菊（隠れ菊，1996年2月 新潮社）
- 彩虹的第八種顏色（虹の八番目の色，1996年4月 幻冬舎）
- 秘花（2000年9月 東京新聞出版部）
- 迎面錯過的嘴唇（ゆきずりの唇，2000年10月 中央公論新社）
- 白光（2002年3月 朝日新聞出版）
- 人間動物園（2002年4月 雙葉社 / 2013年1月 皇冠）
- 流星與遊戲時間（流れ星と遊んだころ，2003年5月 雙葉社）
- 人造花之蜜（造花の蜜，2008年10月 角川春樹事務所 / 2012年4月 皇冠）
- 到處刑為止的十章（処刑までの十章，2014年10月 光文社）
- 女王（2014年10月 講談社）
- 只有一滴血（わずか一しずくの血，2016年9月 文藝春秋）

### 短篇
- 返回川殉情（戻り川心中，1980年9月 講談社 / 2012年5月 獨步文化【與《夕萩殉情》中的前三篇合集成《花葬》出版】）
  - 收錄作品：藤之香（藤の花） ／ 桔梗之宿（桔梗の宿） ／ 桐棺（桐の柩） ／ 白蓮寺（白蓮の寺） ／ 返回川殉情（戻り川心中）
- 變調二人羽織（変調二人羽織，1981年9月 講談社）
  - 收錄作品：變調二人羽織（変調二人羽織） ／ 東京之門（ある東京の扉） ／ 六花之印（六花の印） ／ 莫比烏斯環（メビウスの環） ／ 依子的日記（依子の日記）
- 秘密喪服（密やかな喪服，1982年6月 講談社）
  - 收錄作品：白花（白い花） ／ 消失的新幹線（消えた新幹線） ／ 代役（代役） ／ 死於貝城（ベイ・シティに死す） ／ 秘密喪服（密やかな喪服） ／ 被開啟的黑暗（ひらかれた闇） ／ 黒髪
- 鼠之夜（夜よ鼠たちのために，1983年3月 實業之日本社Joy Novels）
  - 收錄作品：兩張臉（二つの顔） ／ 來自過去的聲音（過去からの声） ／ 化石之匙（化石の鍵） ／ 奇妙的委託（奇妙な依頼） ／ 鼠之夜（夜よ鼠たちのために） ／ 雙重生活（二重生活）
- 命運的八分休止符（運命の八分休符，1983年3月 文藝春秋 ／ 1987年 希代）
  - 收錄作品：命運的八分休止符（運命の八分休符） ／ 邪惡之羊（邪悪な羊） ／ 觀眾僅一人（観客はただ一人） ／ 紙青鳥（紙の鳥は青ざめて） ／ 溼衣裳（濡れた衣裳）
- 宵待草夜情（1983年8月 新潮社）
  - 收錄作品：能師之妻（能師の妻） ／ 野邊之露（野辺の露） ／ 宵待草夜情 ／ 花虐之賦（花虐の賦） ／ 未完的盛裝（未完の盛装）
- 情書（恋文，1984年5月 新潮社 ／1993年1月 故鄉 2006年7月 麥田）
  - 收錄作品：情書（恋文） ／ 紅唇（紅き唇） ／ 十三年後的搖籃曲（十三年目の子守唄） ／ 小丑（ピエロ） ／ 我的舅舅（私の叔父さん）
- 激情之夏（少女，1984年5月 光文社 ／ 1991年1月 故鄉）
  - 收錄作品：激情的夏季（ひと夏の肌） ／ 熾熱的黑暗（熱い闇） ／ 少女（少女） ／ 被竊的私情（盗まれた情事） ／ 金色秀髮（金色の髪）
- 瓦斯燈（瓦斯灯，1984年9月 講談社）
  - 收錄作品：瓦斯燈（瓦斯灯） ／ 花衣之客（花衣の客） ／ 炎 ／ 火箭 ／ 親愛的S君（親愛なるエス君へ）
- 夕萩殉情（夕萩心中，1985年3月 講談社）
  - 收錄作品：花緋文字 ／ 夕萩殉情（夕萩心中） ／ 菊塵（菊の塵） ／ 向陽科探案記（陽だまり課事件簿）
- 架上一角（棚の隅，1985年9月 文藝春秋）
  - 收錄作品：星期日（日曜日） ／ 後街（裏町） ／ 檢票口（改札口） ／ 門檻（敷居ぎわ） ／ 母親的信（母の手紙） ／ 街角 ／ 遺物分配（形見わけ） ／ 架上一角（棚の隅） ／ 一夜 ／ 青葉
- 另一封情書（もうひとつの恋文，1986年7月 新潮社）
  - 收錄作品：枕著胳膊睡（手枕さげて） ／ 我的兔君（俺ンちの兎クン） ／ 紙煙灰缸（紙の灰皿） ／ 另一封情書（もうひとつの恋文） ／ 串聯式座椅（タンデム・シート）
- 出軌的女人（離婚しない女，1986年9月 文藝春秋 ／ 1988年 希代）
  - 收錄作品：出軌的女人（離婚しない女） ／ 皮影戲的女人（写し絵の女） ／ 殖民地的女人（植民地の女）
- 戀愛小說館（恋愛小説館，1987年8月 文藝春秋）
  - 收錄作品：組歌（組歌） ／ 通往後門的柵門（裏木戸） ／ 角落的椅子（かたすみの椅子） ／ 淡味之蜜（淡味の蜜） ／ 空房（空き部屋） ／ 冬草 ／ 碎片（かけら） ／ 一隻襪子（片方の靴下） ／ 二人（ふたり） ／ 拋石（捨て石）
- 被選中的女人（蛍草，1988年2月 集英社 ／ 1993年 故鄉）
  - 收錄作品：螢草（蛍草） ／ 微笑之秋（微笑みの秋） ／ 該隱（カイン） ／ 被選中的女人（選ばれた女） ／ 鳥翼（翼だけの鳥たち）
- 一夜之梳（一夜の櫛，1988年2月 新潮社）
  - 收錄作品：一夜之梳（一夜の櫛） ／ 失物（忘れ物） ／ 女兒（娘） ／ 月台（プラットホーム） ／ 葉陰 ／ 針之音（針の音） ／ 裾模様（裾模様） ／ 梅果實（梅の実） ／ 交叉點（交差点） ／ 舊話（昔話） ／ 十年之夏（十年目の夏） ／ 面紗（ヴェール） ／ 非停車站（通過駅） ／ 後髮（うしろ髪）
- 夢心（夢ごころ，1988年5月 角川書店）
  - 收錄作品：忘憂草（忘れ草） ／ 陰火 ／ 露水（露ばかりの） ／ 春天是花的底部（春は花の下に） ／ 夢中（ゆめの裏に） ／ 鬼 ／ 激烈的謊言（熱き嘘） ／ 黑與紅（黒く赤く） ／ 紅舌（紅の舌） ／ 化鳥 ／ 性 ／ 滅亡（その終焉に）
- 黃昏色的微笑（たそがれ色の微笑，1989年6月 新潮社）
  - 收錄作品：遊動落葉（落ち葉遊び） ／ 黃昏色的微笑（たそがれ色の微笑） ／ 白蘭 ／ 水色之鳥（水色の鳥） ／ 風之矢（風の矢）
- 萩之雨（萩の雨，1989年10月 講談社）
  - 收錄作品：萩之雨（萩の雨） ／ 柳川之橋（柳川の橋） ／ 會津之雪（会津の雪） ／ 陸奧之月（みちのくの月） ／ 北京之戀（北京の恋） ／ 輪島殉情（輪島心中）
- 外遇俱樂部（夜のない窓，1990年6月 文藝春秋 ／ 1993年1月 故鄉）
  - 收錄作品：只有今夜（今夜だけ） ／ 午後之島（午後だけの島） ／ 無窗之夜（夜のない窓） ／ 山雀
- 新・戀愛小說館（新・恋愛小説館，1991年8月 文藝春秋）
  - 收錄作品：冬宴（冬の宴） ／ 白香（白い香り） ／ 紅石（緋い石） ／ 盛陽（陽ざかり） ／ 落葉樹 ／ 枯菊 ／ 即興曲 ／ 搖籃曲（ララバイ） ／ 彩雲 ／ 青空
- 落日之門（落日の門，1993年4月 新潮社）
  - 收錄作品：落日之門（落日の門） ／ 殘菊（残菊） ／ 傍晚熱霧（夕かげろう） ／ 家路 ／ 火之私通（火の密通）
- 沒有臉的肖像畫（顔のない肖像画，1993年7月 實業之日本社 / 2020年10月 獨步文化）
  - 收錄作品：雙目被毀（潰された目） ／ 美麗針（美しい針） ／ 街上之暗（路上の闇） ／ 找我（ぼくを見つけて） ／ 晚上的另一張臉（夜のもうひとつの顔） ／ 孤獨的關係（孤独な関係） ／ 沒有臉的肖像畫（顔のない肖像画）
- 背對背的愛情故事（背中合わせ，1993年10月 新潮文庫 ／ 1998年4月 文英堂）
  - 收錄作品：柔雨（優しい雨） ／ 花蕾（つぼみ） ／ 夏影（夏の影） ／ 冬顏（冬の顔） ／ 繞道（まわり道） ／ 足音 ／ 再會（再会） ／ 背對背（背中合わせ） ／ 前輩（先輩） ／ 燈（灯） ／ 背後的座位（背後の席） ／ 生日（誕生日） ／ 窗（窓） ／ 包裡的東西（鞄の中身） ／ 彼岸花 ／ 紙靴（紙の靴） ／ 淘氣的春天（いたずらな春） ／ 老鼠炮（ねずみ花火） ／ 當時（あの時） ／ 車票（切符） ／ 玻璃的小火花（ガラスの小さな輝き）
- 紫之傷（紫の傷，1994年11月 双葉社）
  - 收錄作品：唯一的證人（唯一の証人） ／ 幽靈列車（ゴースト・トレイン） ／ 塗鴉之家（落書きの家） ／ 眼中的現場（眼の中の現場） ／ 紫之傷（紫の傷）
- 前夜祭（1994年12月 文藝春秋）
  - 收錄作品：每一個女人...（それぞれの女が…） ／ 夢的餘白（夢の余白） ／ 葉背（裏葉） ／ 薄紅之絲（薄紅の糸） ／ 黑月（黒い月） ／ 普通女人（普通の女） ／ 遠火 ／ 前夜祭
- 美女（1997年3月 集英社）
  - 收錄作品：夜光之唇（夜光の唇） ／ 喜劇女優 ／ 夜之肌膚（夜の肌） ／ 別人（他人たち） ／ 夜之右側（夜の右側） ／ 玩沙（砂遊び） ／ 夜之自乘（夜の二乗） ／ 美女
- 年長的女人（年上の女，1997年11月 中央公論新社）
  - 收錄作品：一人之夜（ひとり夜） ／ 年長的女人（年上の女） ／ 夜行列車 ／ 男女的幾何學（男女の幾何学） ／ 花後（花裏） ／ 玻璃圖案（ガラス模様） ／ 時間的氣味（時の香り） ／ 七年的謊言（七年の嘘） ／ 花語（花言葉） ／ 沙跡（砂のあと）
- 火戀（火恋，1999年7月 文藝春秋）
  - 收錄作品：情人 ／ 嘈雜情歌（騒がしいラヴソング） ／ 灰女（灰の女） ／ 火戀（火恋） ／ 黑夜
- 撒謊有罪（嘘は罪，2001年7月 文藝春秋）
  - 收錄作品：夏天最後的玫瑰（夏の最後の薔薇） ／ 玫瑰色的謊言（薔薇色の嘘） ／ 撒謊有罪（嘘は罪） ／ 罪惡夫婦（罪な夫婦） ／ 夫婦未滿（夫婦未満） ／ 滿天星（満天の星） ／ 星塵（星くず） ／ 變形的鑰匙（くずれた鍵） ／ 匙孔之光（鍵孔の光） ／ 便橋（仮橋） ／ 疾雨（走り雨） ／ 雨滴演奏的夏天（雨だれを弾く夏）
- 漣漪之家（さざなみの家，2002年9月 ハルキ文庫）——連作短篇集
  - 收錄作品：和春（春ささやか） ／ 成人禮（成人祝い） ／ 不知何故…（何となく…） ／ 一年之紅（一年の赤） ／ 配角（わき役） ／ 番茄色（トマト色） ／ 夏天的碎片（夏のかけら） ／ 生菜芯（レタスの芯） ／ 母二人 ／ 「集一君」（「集一クン」） ／ 分別說謊（嘘それぞれ） ／ 草莓鑽石（苺のダイヤ） ／ 鋁春（アルミの春） ／ 風語（風の言ぶん） ／ 秋風之棘（秋風のとげ） ／ 小姑 ／ 櫻前線（桜前線） ／ 領帶結（ネクタイの結び目） ／ 服務至誠（真心サービス） ／ 箱庭之家（箱庭の家） ／ 窗（窓） ／ 蛋殼（卵のカラ） ／ 大傘下（大きな傘の下） ／ 紅葉之春（もみじの春）
- 小異邦人（小さな異邦人，2014年3月 文藝春秋 / 2016年3月 獨步文化）
  - 收錄作品：手指飾品（指飾り） / 無人車站（無人駅） / 直到蘭花枯萎（蘭が枯れるまで） / 冬薔薇 / 風的誤算（風の誤算） / 白雨 / 到邊際為止（さい涯てまで） / 小異邦人（小さな異邦人）
- 連城三紀彦 レジェンド 傑作ミステリー集（2014年11月 講談社文庫）
  - 收錄作品：依子の日記 / 眼の中の現場 / 桔梗の宿 / 親愛なるエス君へ / 花衣の客 / 母の手紙

### 未單行本化的連載作品
- 如彩虹般的黑（虹のような黒，雙葉社『週刊大眾』2002年10月28日號 - 2003年7月14日號）
- 悲體（悲体，集英社『SUBARU』2003年8月號 - 2004年7月號）

## 影視化作品

### 電視劇
朝日電視台
- 週六Wide劇場
  - 返回川殉情（戻り川心中，1982年7月3日，主演：田村正和）
  - 白皙的肌膚妖怪的黑髮（白い肌に妖しき黒髪，1984年4月21日，主演：小柳留美子）
  - 被竊的私情（盗まれた情事，1995年7月1日，主演：三浦友和）

日本電視台・讀賣電視台
- 週二懸疑劇場
  - 被隱藏的誘拐（隠された誘拐，1984年9月11日，主演：渡瀬恒彦）
  - 夜的事情（夜の事情，1994年1月25日，主演：佐野史郎，原作：《美女》所收錄的〈夜之自乘〉）
- 週四黃金劇集
  - 情書（恋文，1984年9月13日，主演：泉平子）
  - 紅唇（紅い唇，1986年1月30日，主演：永島敏行）
  - 惡靈的證明（悪霊の証明，1986年8月14日，主演：岡江久美子）
  - 枕著胳膊睡（手枕さげて，1987年6月4日，主演：大竹忍）

TBS
- 東芝週日劇場
  - 檢票口（改札口，1984年12月2日，主演：泉平子）
  - 遺物分配（形見わけ，1985年5月19日，主演：岸本加世子）
  - 我的小丑（私のピエロ，1985年6月23日，主演：小川知子，原作：《情書》所收錄的〈小丑〉）
  - 離婚登記（離婚届，1986年1月12日，主演：杉村春子）
  - 椅子的角落（かたすみの椅子，1986年7月13日，主演：杉浦直樹）
  - 我回來嗎?（戻って来ていい?，1986年10月19日，主演：石田步，原作：《架上一角》所收錄的〈門檻〉）
  - 二人（ふたり，1988年3月6日，主演：長山藍子）
  - 空房（空き部屋，1988年7月3日，主演：大原麗子）
  - 微笑之秋（微笑みの秋，1988年9月25日，主演：石田步）
  - 交叉點（交差点，1989年8月20日，主演：竹下景子）
  - 枕著胳膊睡（手枕さげて，1989年9月10日，主演：泉平子）
  - 弓代與規子（弓代と規子，1990年5月20日，主演：大原麗子，原作：《新・戀愛小説館》所收錄的〈落葉樹〉）
- 週三SP劇
  - 紙煙灰缸（紙の灰皿，1986年3月5日，主演：手塚理美）
- 追逐過去的女人（過去を追う女，1994年3月26日，主演：南野陽子，原作：褐色祭）
- 週五劇集
  - 誘惑（1990年4月13日-6月29日，全12集，主演：篠博子，原作：飾火）
- 情書 〜我們愛的男人〜（恋文 〜私たちが愛した男〜，2003年10月8日-12月10日，全10集，主演：渡部篤郎，原作：情書）

富士電視台・關西電視台
- 週五女人的SP劇
  - 雙重生活（二重生活，1985年5月24日，主演：岸田今日子）
  - 母親的信（母の手紙，1985年7月19日，主演：市原悦子）
  - 未完的盛裝（未完の盛装，1985年8月16日，主演：浜木綿子）
  - 藍色犧牲（1986年8月15日，主演：岩下志麻）
- 現代恐怖懸疑
  - 被選出的女人（選ばれた女，1988年7月4日，主演：秋野暢子）
- 關西電視台制作・週一晚間10點連續劇
  - 白花（白い花，1989年1月16日，主演：松原千明）
  - 雪之宿（雪の宿，1989年12月4日，主演：奥田瑛二，原作：《萩之雨》所收錄的〈會津之雪〉）
  - 紅舌（紅の舌，1990年2月19日，主演：佐藤浩市）
  - 雙重生活（二重生活，1991年1月7日，主演：大原麗子）
  - 黃昏色的微笑（たそがれ色の微笑，1991年2月25日，主演：岩下志麻）
  - 映子的選擇（映子の選択，1992年3月16日，主演：南果步）
  - 舞蹈結束後（踊りのあとで，1992年4月27日，主演：桃井薰）
  - 露水（露ばかりの，1992年7月20日，主演：永島暎子）
  - 小丑（ピエロ，1993年1月11日，主演：春風亭小朝）
  - 二人（ふたり，1993年1月18日，主演：市原悦子）
  - 夢的餘白（夢の余白，1993年10月18日，主演：池上季實子）
  - 夜之肌膚（夜の肌，1993年12月20日，主演：永島暎子）
  - 黒月（黒い月，1994年3月14日，主演：石野真子）
- 我的舅舅（私の叔父さん，1995年10月6日，主演：奥田瑛二）
- 沒有星星的晚上（ゆずれない夜，1996年10月15日-12月17日，全10集，主演：賀来千香子，原作：隱菊）
- 聖誕花束（クリスマスの花束，2002年12月24日，「她們的聖誕節 除夕夜送給4個女人的物語」的其中一篇放送，主演：黒木瞳）

NHK綜合
- 架上一角（棚の隅，1986年11月12日，「愛的短篇劇系列」放送，主演：森本雷歐）
- 黒髪（1994年4月29日，「高清劇集」時段放送，主演：島田陽子）
- 劇集新銀河
  - 新・戀愛小說館（新・恋愛小説館，1995年12月18日-12月21日，全4集，主演：真野響子）

東京電視台
- 週一・女人的Mystery
  - 黒髪・大島紬殺人事件（1988年8月8日，主演：澤田亞矢子）

WOWOW
- 劇集W
  - 人間動物園（2009年7月19日，主演：松本幸四郎）
- 連續劇W
  - 人造花之蜜（造花の蜜，2011年11月27日-12月18日，全4集，主演：檀麗）

### 電影
- 返回川（もどり川，1983年6月18日公開，配給：東寶東和，監督：神代辰巳，主演：萩原健一，原作：返回川殉情）
- 情書（恋文，1985年10月5日公開，配給：松竹富士，監督：神代辰巳，主演：萩原健一）
- 出軌的女人（離婚しない女，1986年10月25日公開，配給：松竹富士，監督：神代辰巳，主演：萩原健一）
- 現實（うつつ，2001年6月1日公開，配給：日活，監督：當摩壽史，主演：佐藤浩市，原作：《美女》所收錄的〈夜之右側〉）
- 少女〜an adolescent（2001年9月29日公開，配給：Progressive Pictures，監督・主演：奥田瑛二）
- 架上一角（棚の隅，2007年3月17日公開，配給：Little Bird，監督：門井肇，主演：大杉漣）
- 我的舅舅（私の叔父さん，2012年4月7日公開，配給：Magical，監督：細野辰興，主演：高橋克典）

## 外部連結
- 花葬の館　連城三紀彦の世界
- 連城三紀彦-直木賞受賞作家-91RM
- 【花葬】（全文閱讀） （页面存档备份，存于）